# Джелам (округ)
Джелам (урду ضلع جہلم‎, англ. Jhelum District) — один из 36 округов пакистанской провинции Пенджаб. Административный центр — город Джелам.

## География
Джелам граничит с округами Саргодха и Манди-Бахауддин на юге, с округами Хушаб и Чаквал на западе, с округом территории Азад Кашмир — Мирпур и округом Гуджрат на востоке, с округом Равалпинди на севере.

## Техсилы
Джелам занимает площадь 3587 км² и разделен на четыре техсила:
- Джелам
- Сохава
- Пинд-Дадан-Хан
- Дина